# Paectes obrotunda
Paectes obrotunda là một loài bướm đêm trong họ Noctuidae.

## Hình ảnh

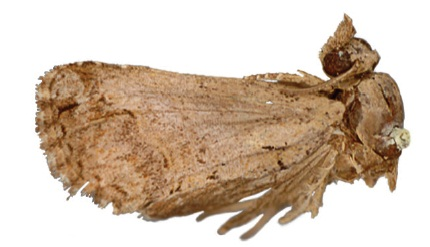
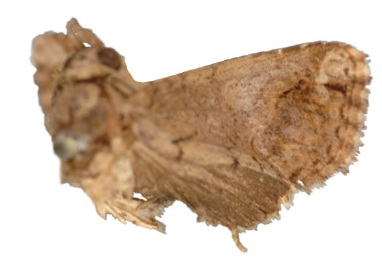